# Wojskowa Akademia Techniczna im. Jarosława Dąbrowskiego

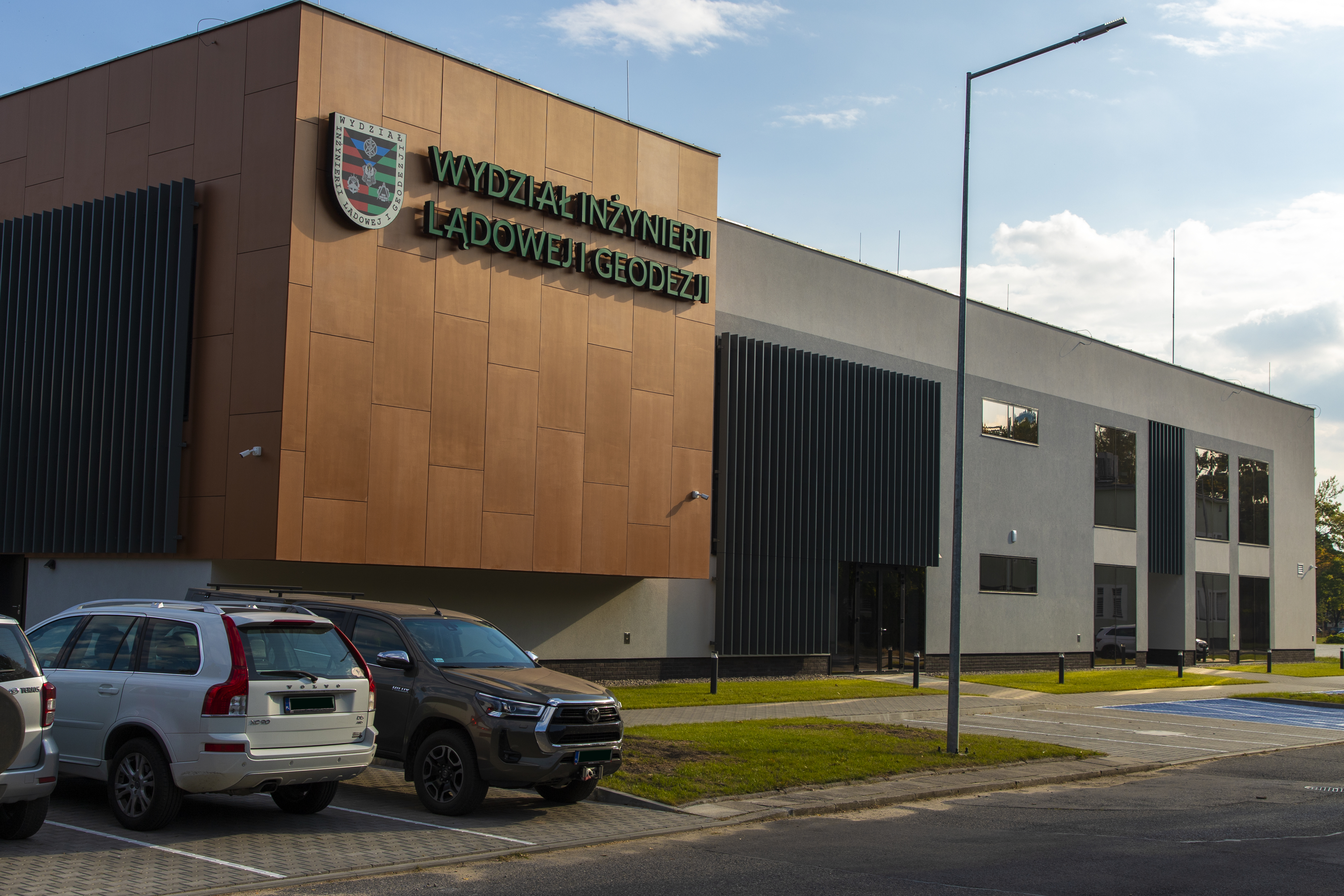
Wojskowa Akademia Techniczna, Wydział Inżynierii Lądowej i Geodezji

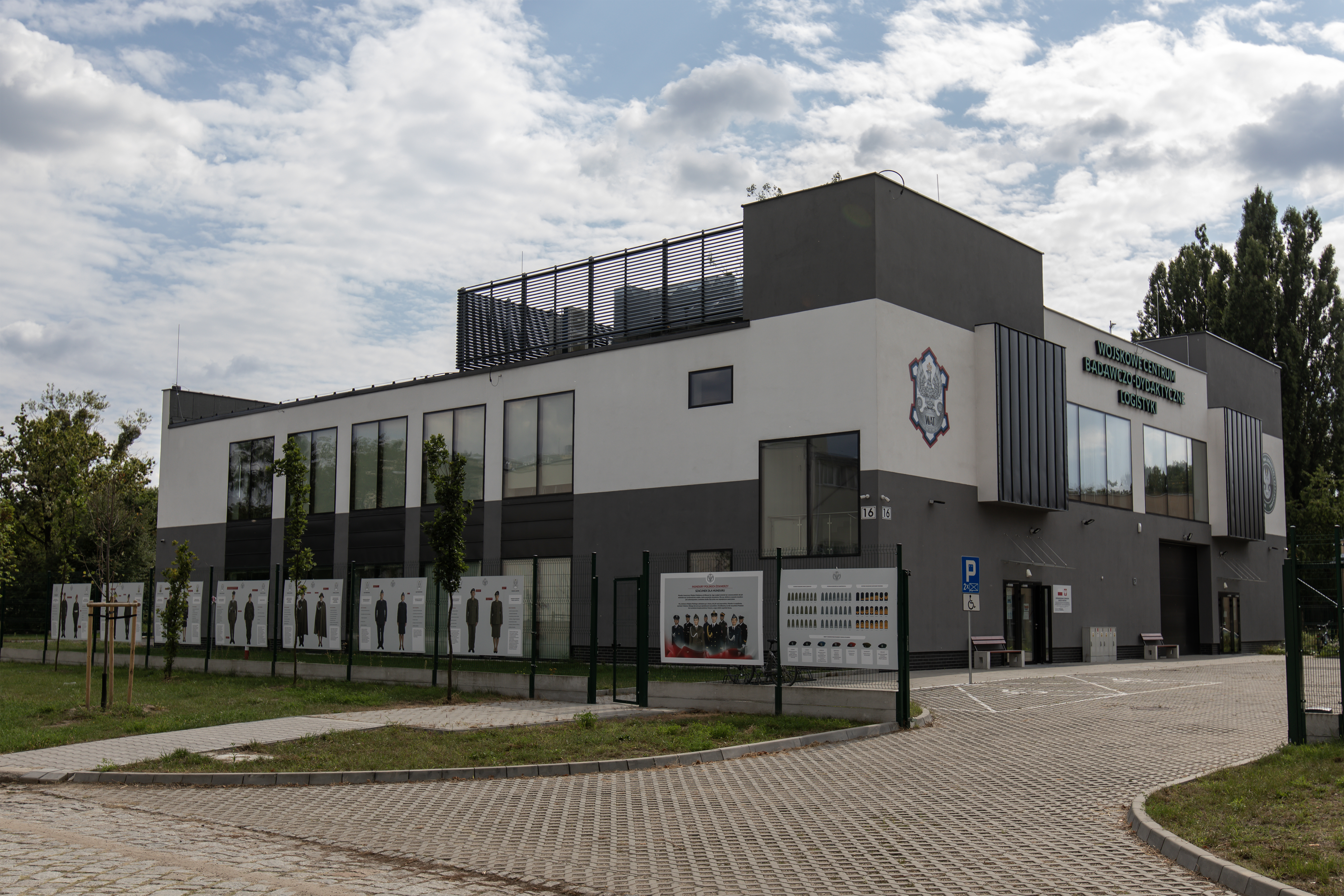
Wojskowe Centrum Badawczo-Dydaktyczne Logistyki WAT

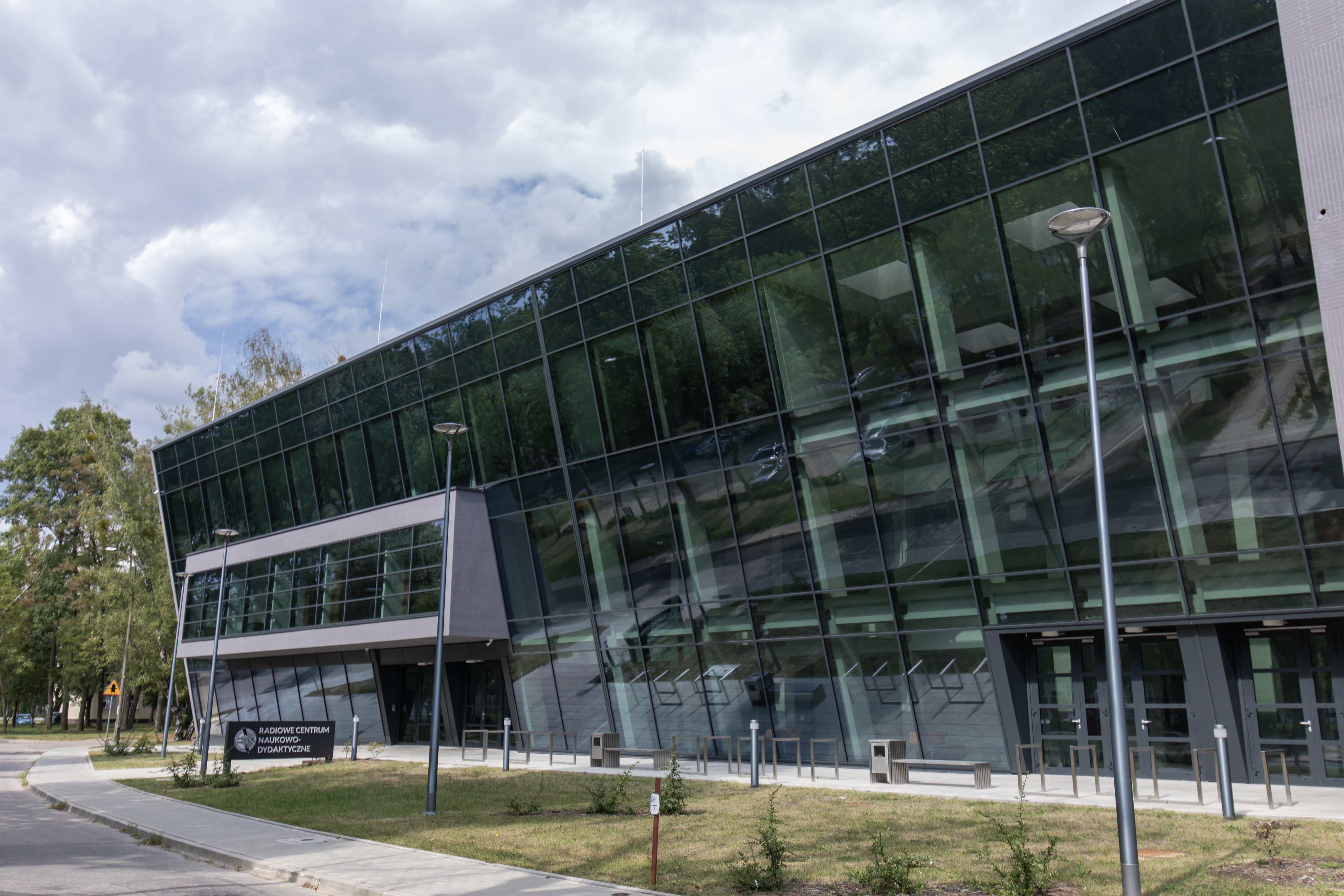
Radiowe-Centrum Dydaktyczno-Naukowe WAT

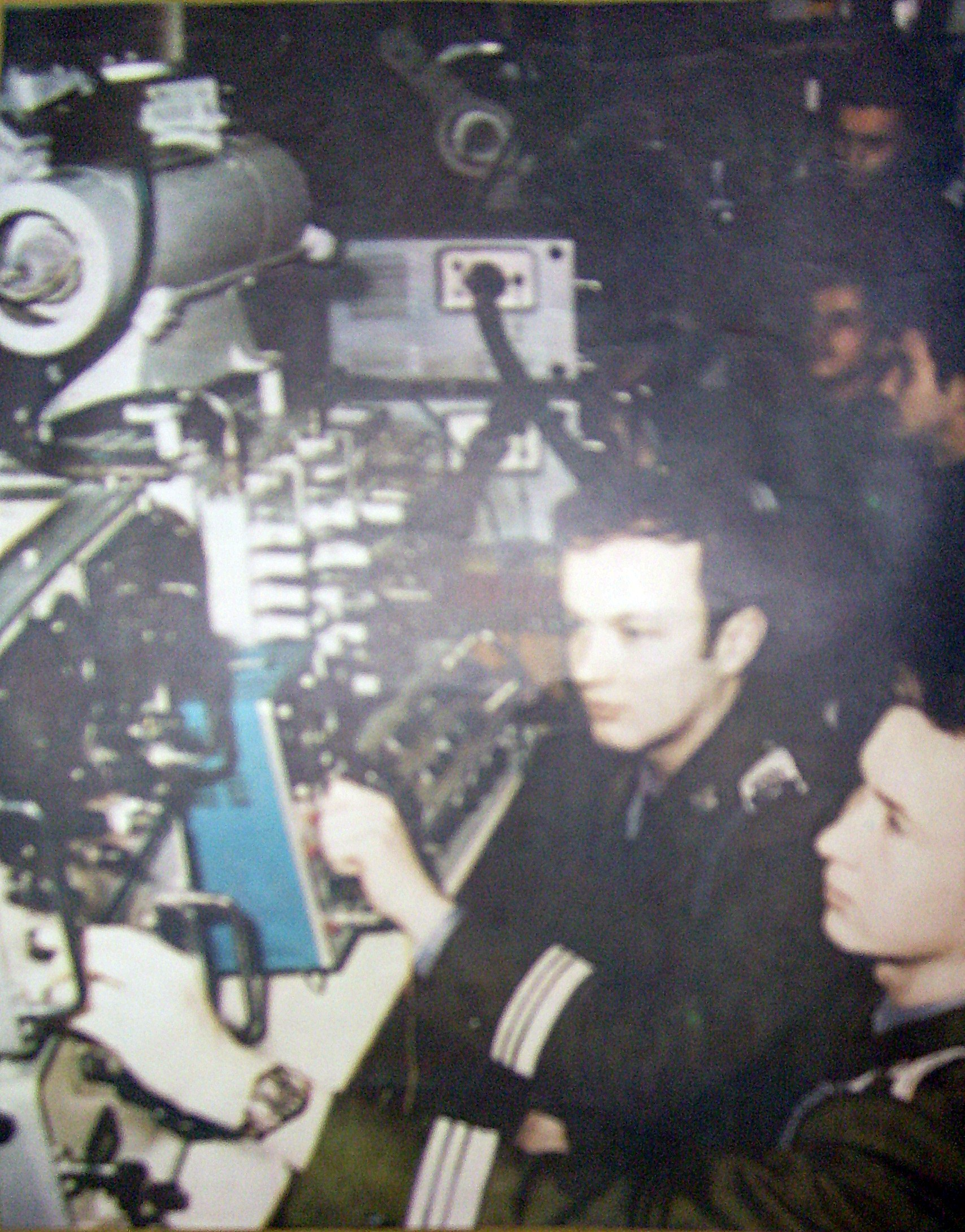
Podchorążowie podczas nauki, lata 80. XX wieku

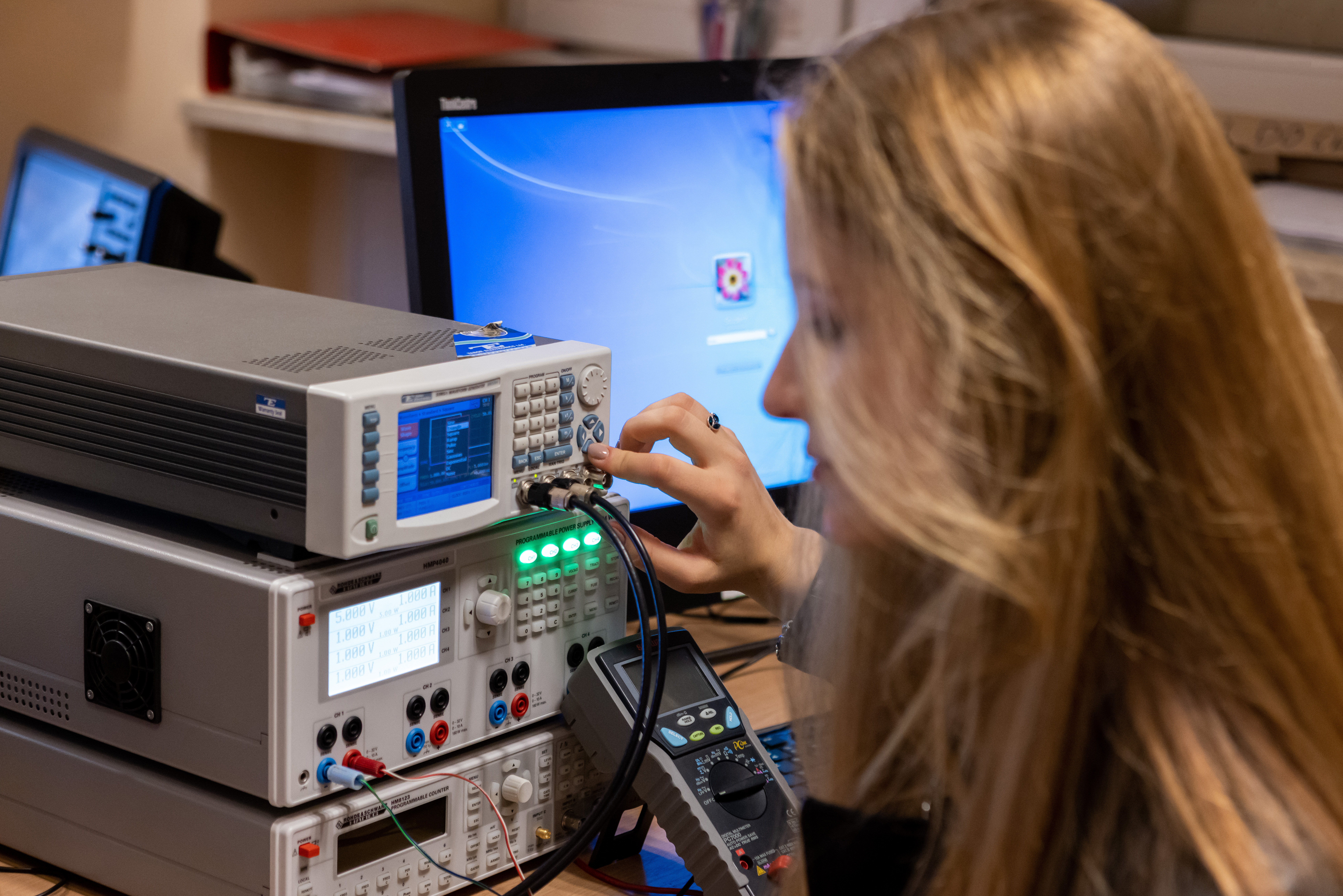
Studentka WAT podczas zajęć

Wojskowa Akademia Techniczna im. Jarosława Dąbrowskiego (nazwa skrócona: Wojskowa Akademia Techniczna, akronim: WAT) – publiczna, cywilno-wojskowa uczelnia techniczna z siedzibą w Warszawie.
W kontaktach zagranicznych uczelnia używa nazwy Military University of Technology.
Według Webometrycznego Rankingu Uniwersytetów Świata ze stycznia 2016, pokazującego zaangażowanie instytucji akademickich w istnieniu w sieci Web, uczelnia zajmuje 8. miejsce w Polsce wśród uczelni technicznych, a na świecie 1130. pośród wszystkich typów uczelni.
Wojskowa Akademia Techniczna, jako otwarty uniwersytet techniczny, służy Siłom Zbrojnym RP, nauce, gospodarce i społeczeństwu poprzez kształcenie podchorążych i studentów, rozwój kadry naukowo-dydaktycznej oraz prowadzenie badań naukowych i prac rozwojowych w obszarach nauk ścisłych, technicznych i społecznych, a w szczególności w zakresie techniki wojskowej i technologii bezpieczeństwa.
Siedziba WAT znajduje się przy ul. gen. Sylwestra Kaliskiego 2 w dzielnicy Bemowo.
Przy Wojskowej Akademii Technicznej swoją działalność edukacyjną prowadzi Wojskowe Ogólnokształcące Liceum Informatyczne im. Polskich Kryptologów – powołane i nadzorowane przez Ministra Obrony Narodowej.

## Historia
Akademia została powołana w 1951 ustawą z dnia 22 marca 1951 r. o utworzeniu Wojskowej Akademii Technicznej im. Jarosława Dąbrowskiego.
Pierwsza inauguracja roku akademickiego odbyła się 1 października 1951. Naukę w WAT rozpoczęli wówczas studenci z kompanii akademickich przy Politechnice Warszawskiej i Politechnice Gdańskiej. Uczelnia miała na początku pięć fakultetów, do których doszły trzy kolejne. Były to fakultety: wojsk pancernych, artyleryjsko-techniczny, wojsk inżynieryjnych, wojsk lotniczych, wojsk łączności, wojsk samochodowych, uzbrojenia i radiolokacji.
W 1959 wprowadzono strukturę wydziałową. Powołano wydziały: mechaniczny, elektroradiotechniczny, inżynierii wojskowej i chemii wojskowej. W strukturze WAT funkcjonowały również katedry ogólnoakademickie: nauk społecznych, nauk ekonomicznych, taktyki ogólnej i sztuki operacyjnej, a także studium języków obcych. W 1961 powstała katedra eksploatacji urządzeń automatycznych przygotowująca kadry dla potrzeb wojsk rakietowych. Rok później na jej bazie powstał oddział uzbrojenia przekształcony w 1968 w Wydział Elektromechaniczny.
W 1968 utworzono Wydział Cybernetyki. Rok później Wydział Elektroradiotechniczny przekształcono w Wydział Elektroniki.
18 grudnia 1971 sztandar Wojskowej Akademii Technicznej im. Jarosława Dąbrowskiego udekorowany został Orderem Sztandaru Pracy I klasy.
W 1974 utworzono Instytut Systemów Zabezpieczenia Technicznego. W 1988 powstał Instytut Nauk Społecznych, do którego włączono katedry: nauk społecznych i ekonomicznych.
W latach 90. XX w. WAT przejął kształcenie oficerów dla potrzeb wojsk samochodowych, obrony przeciwlotniczej, wojsk łączności i radiolokacji po rozformowanych szkołach oficerskich. W latach 1996–2004 akademię przekształcono w uczelnię wojskowo-cywilną. W 1997 uruchomiono cywilne studia niestacjonarne, a od 2002 cywilne studia stacjonarne.
Od roku akademickiego 2006/2007 WAT ponownie rozpoczęła kształcenie kandydatów na oficerów Sił Zbrojnych Rzeczypospolitej Polskiej.
Uczelnia rozbudowywała specjalistyczne i interdyscyplinarne laboratoria: Akademicki Inkubator Przedsiębiorczości, Centrum Transferu Technologii, Centrum Inżynierii Bezpieczeństwa, Krajowe Centrum Inżynierii Kosmicznej i Satelitarnej, Centrum Zaawansowanych Technologii Energetycznych, Centrum Rozpoznania i Wsparcia Walki Elektronicznej, Centrum Robotów Mobilnych oraz Centrum Certyfikacji Jakości.
W 2023 otrzymała Medal „Pro Patria” w uznaniu zasług w krzewieniu postaw patriotycznych.

Insygnia
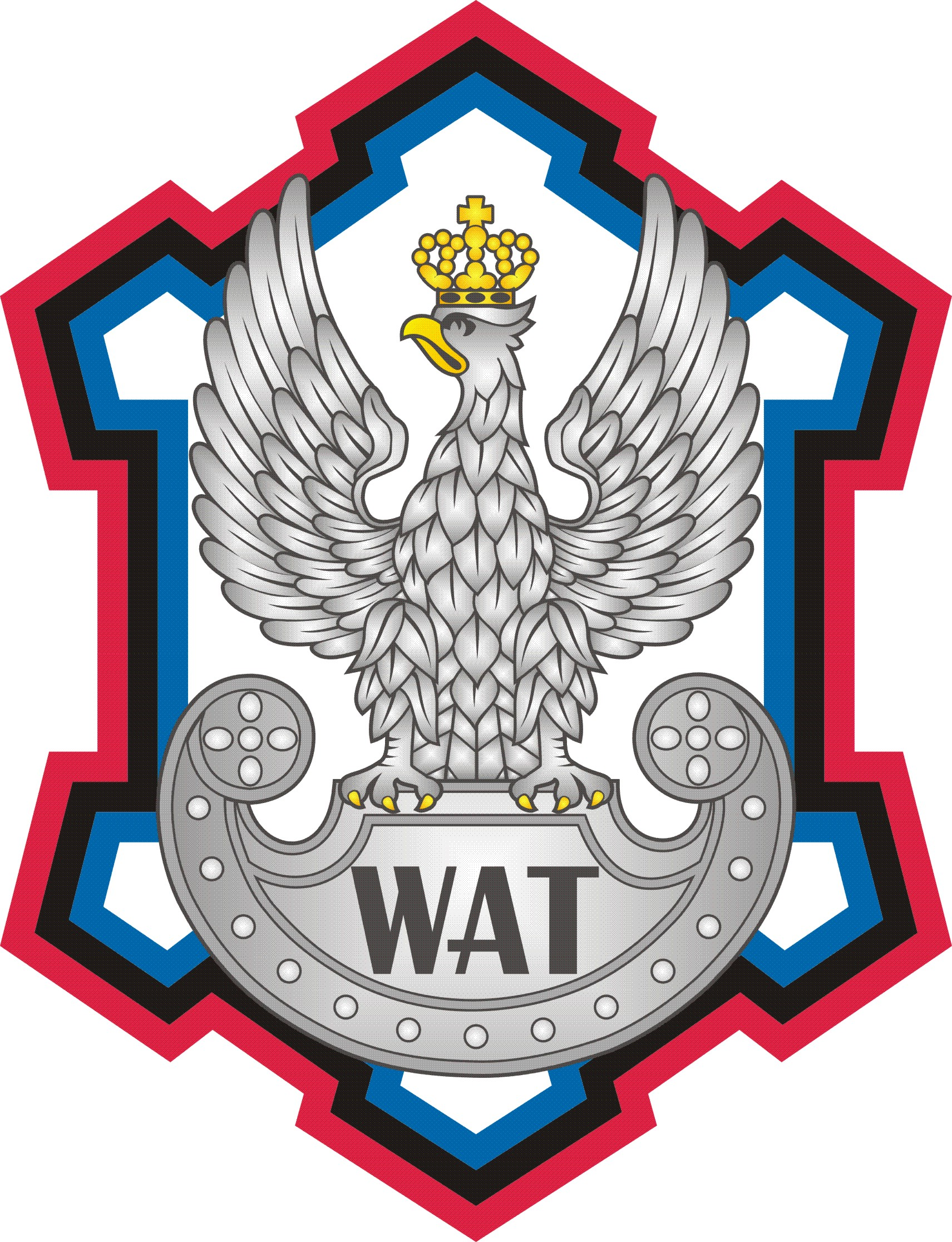
Godło WAT oraz odznaka absolwenta (od lat 90. XX w.)
Odznaka absolwenta (1953–1990)
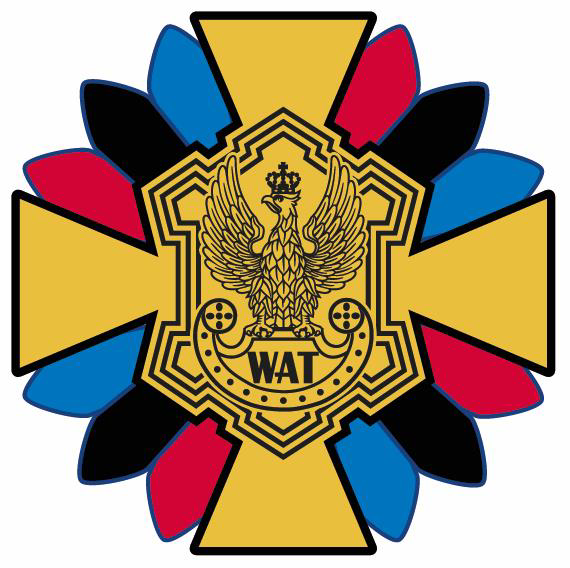
Odznaka absolwenta Kursu Oficerskiego (od 2025)
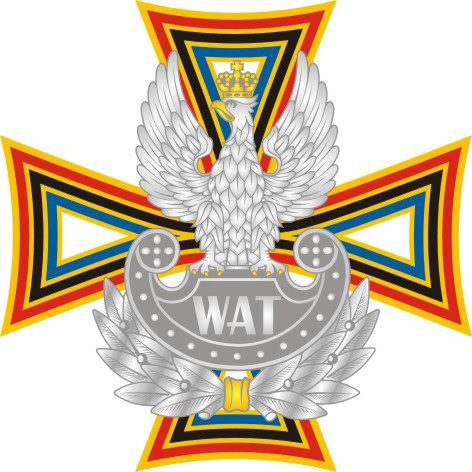
Odznaka pamiątkowa (od 2011)
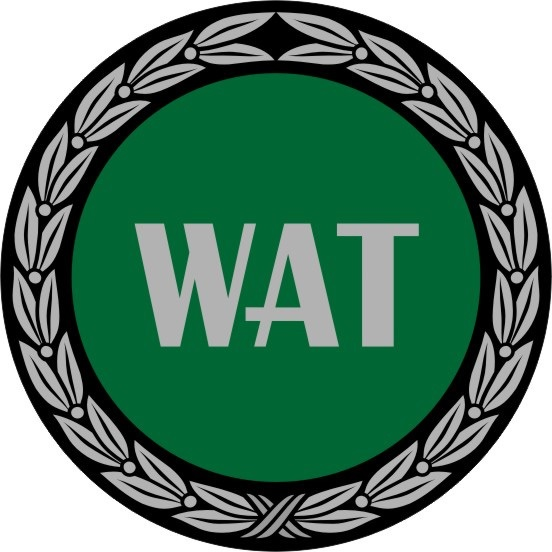
Oznaka rozpoznawcza (od 2014)

## Współpraca z przemysłem
Wojskowa Akademia Techniczna współpracuje z kilkuset partnerami przemysłowymi. W ramach konsorcjów realizuje projekty m.in. z zakresu monitorowania zagrożeń, zarządzania kryzysowego, kryptologii i cyberbezpieczeństwa, wykrywania broni biologicznej i chemicznej, technologii radarowych i laserowych, lotniczych, satelitarnych i kosmicznych.

## Projekty międzynarodowe
Uczelnia uczestniczy w międzynarodowych konsorcjach realizując projekty Unii Europejskiej, Europejskiej Agencji Obrony oraz NATO. Strategicznym celem Wojskowej Akademii Technicznej jest umacnianie swojej pozycji, jako zaplecza edukacyjnego, eksperckiego i badawczego resortu obrony narodowej, w obszarze najnowszej techniki wojskowej oraz rozwiązań służących systemowi bezpieczeństwa państwa.

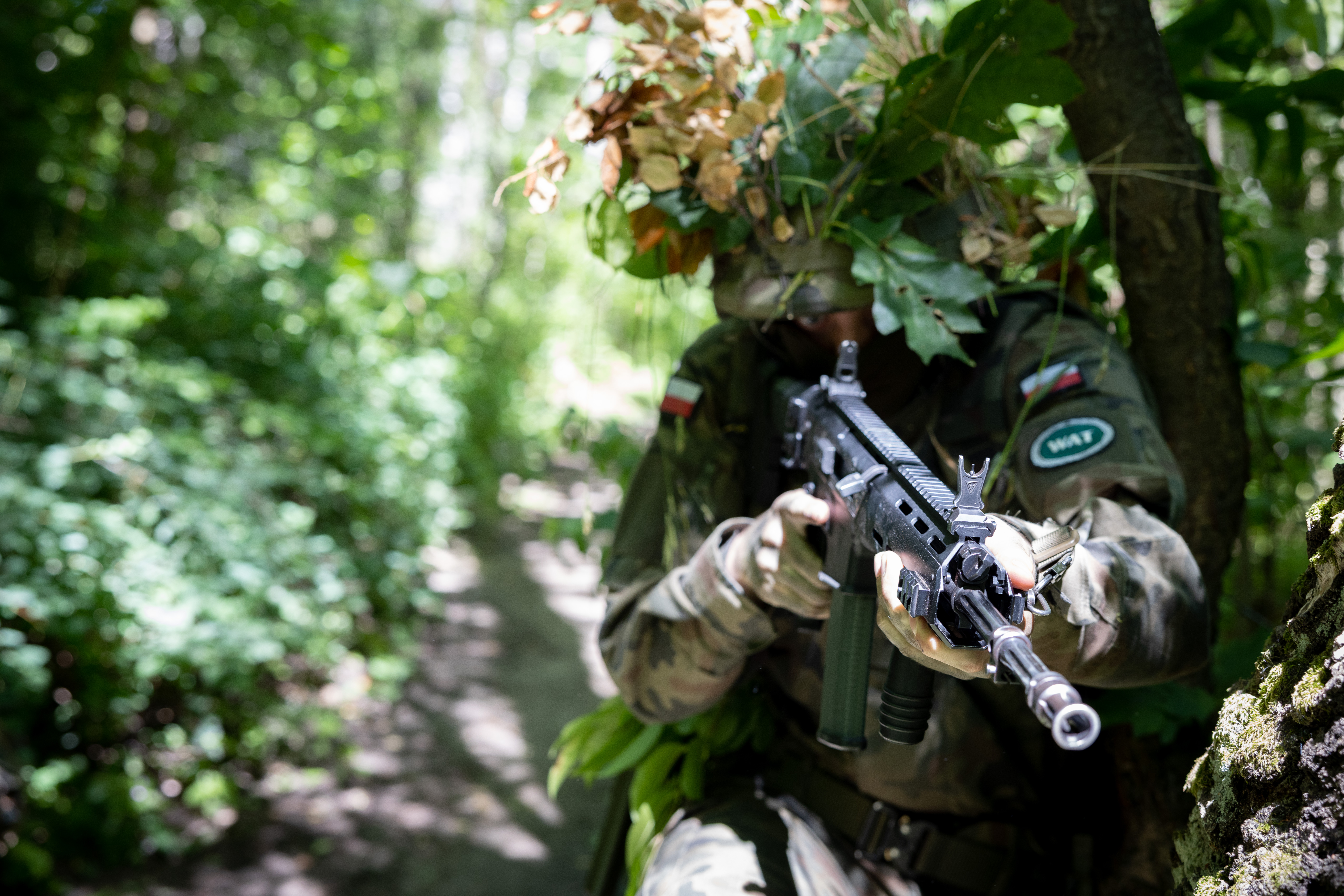
Szkolenie podchorążych WAT

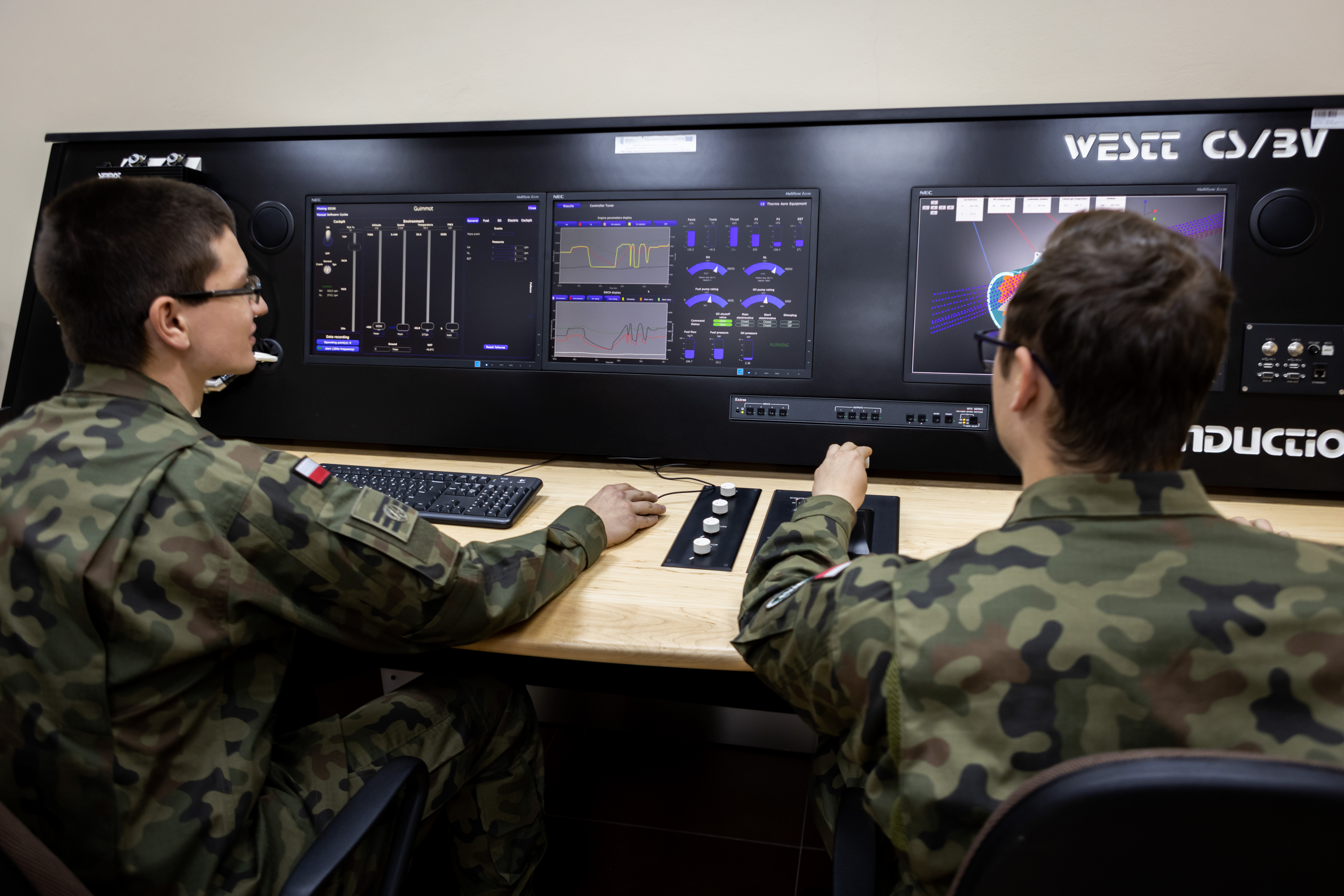
Podchorążowie podczas zajęć

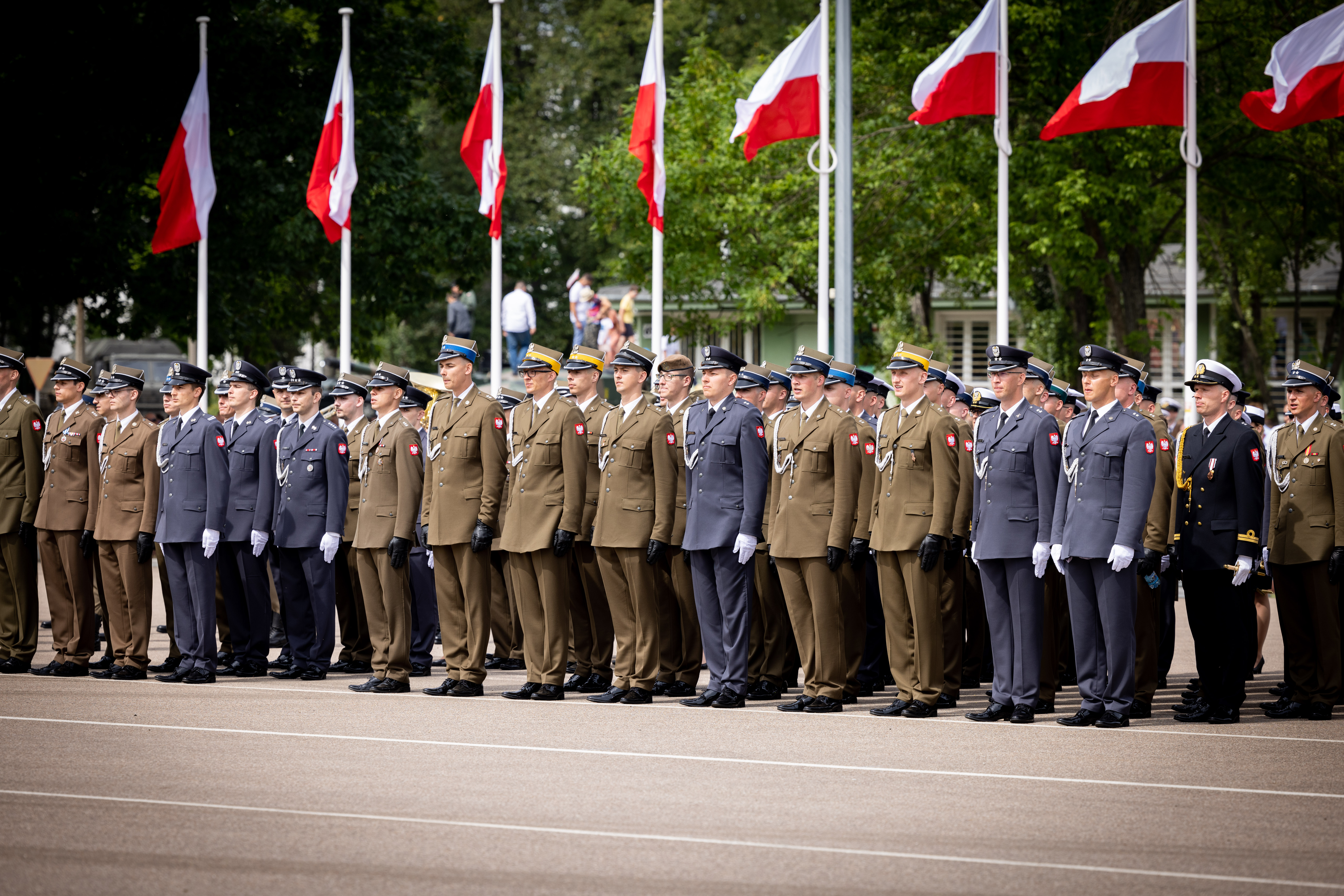
Promocja oficerska (2023)

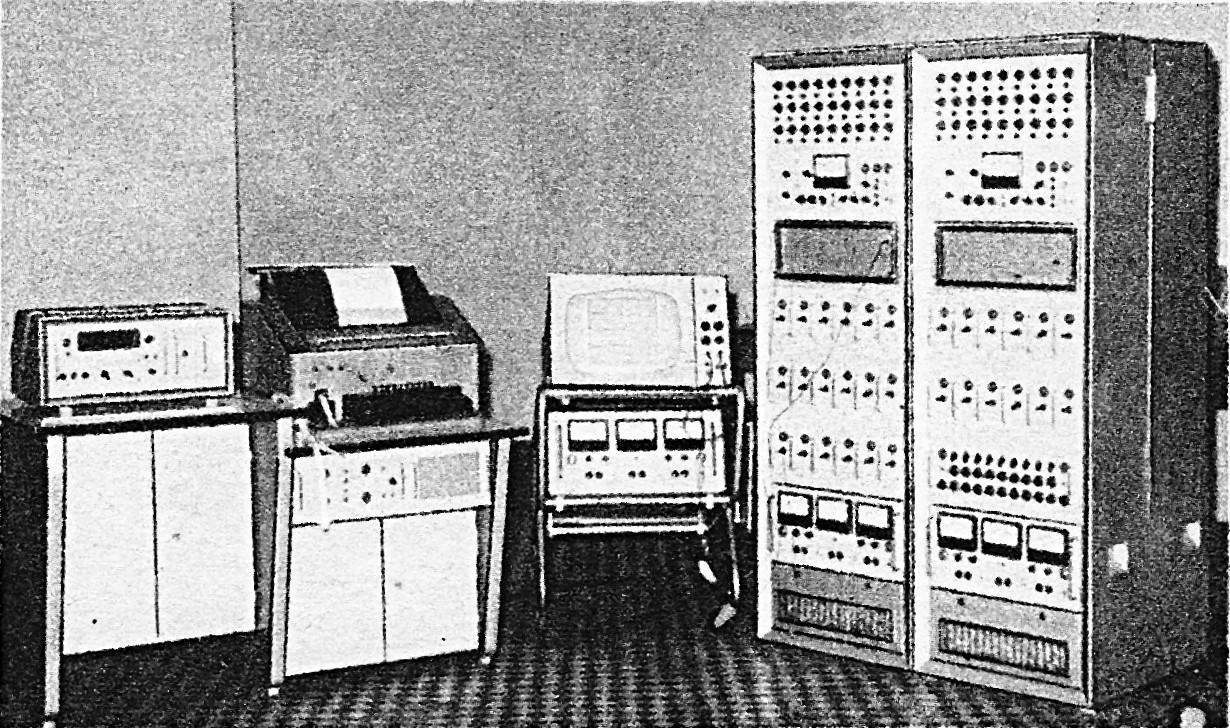
Skonstruowany w 1964 roku na uczelni komputer analogowy ELWAT

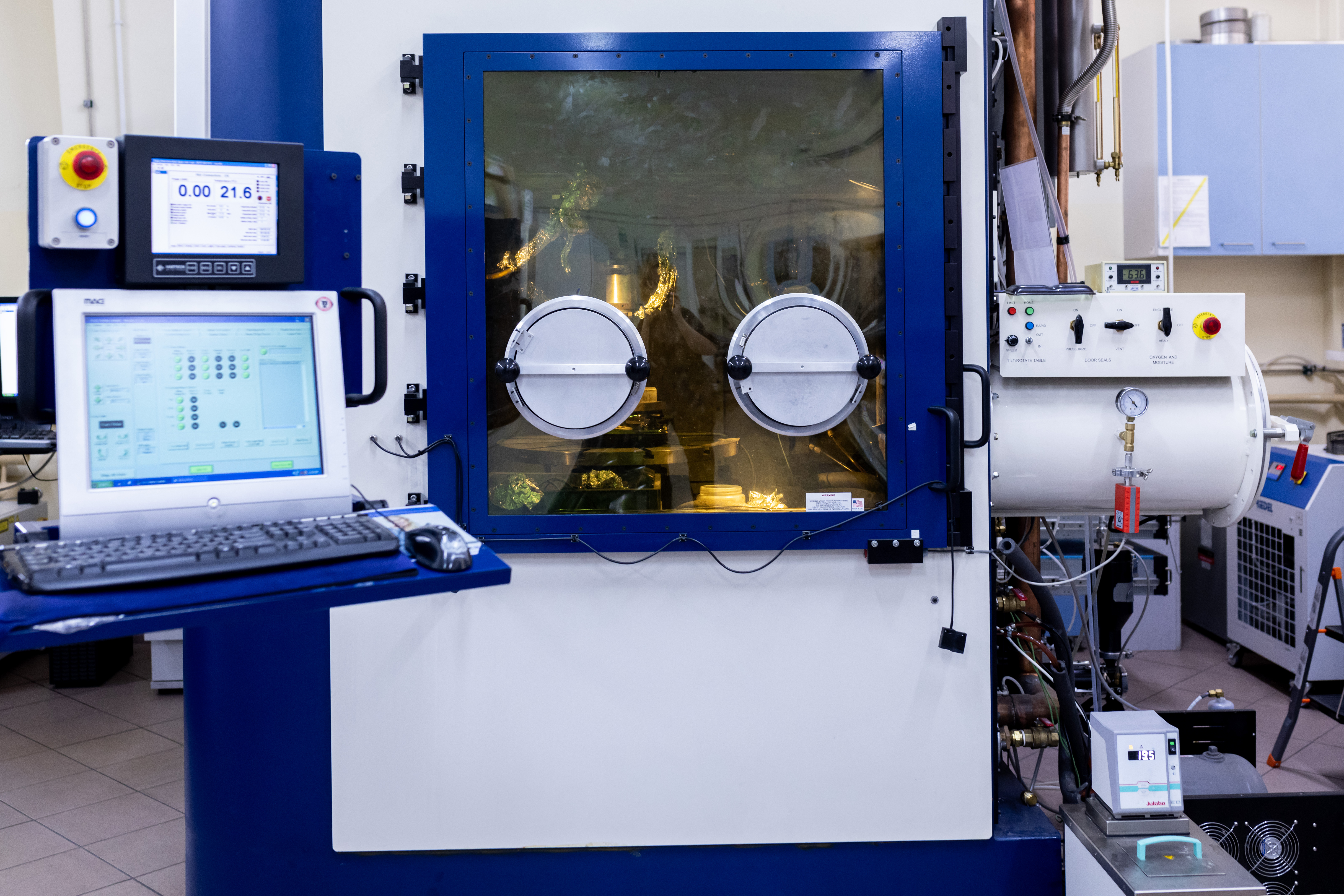
Laboratorium WAT

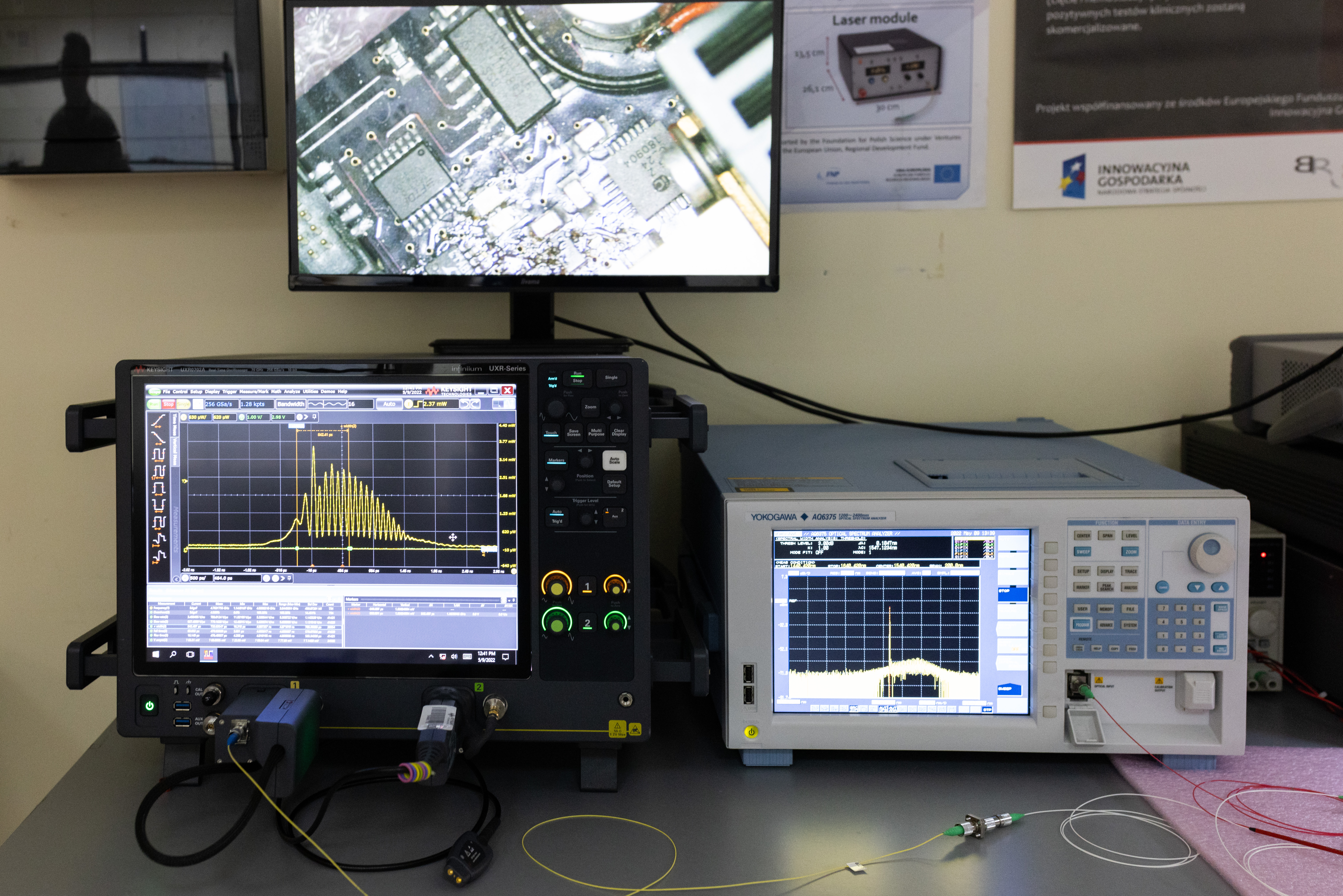
Laboratorium WAT

## Proces kształcenia
WAT kształci studentów na poziomie studiów licencjackich oraz inżynierskich (I stopień) i magisterskich (II stopień), w ponad 90 specjalnościach na ponad 30 kierunkach studiów.
STUDIA WOJSKOWE (jednolite studia magisterskie) – 13 kierunków:
• budownictwo
• chemia
• elektronika i telekomunikacja
• technologie elektroniczne i telekomunikacyjne
• geodezja i kartografia
• informatyka
• inżynieria bezpieczeństwa
• kryptologia i cyberbezpieczeństwo
• logistyka (profil praktyczny)
• logistyka ekonomiczna (profil praktyczny)
• lotnictwo i kosmonautyka
• mechanika i budowa maszyn
• mechatronika
STUDIA CYWILNE I STOPNIA
Studia cywilne I stopnia (inżynierskie):
• biocybernetyka i inżynieria biomedyczna
• biogospodarka
• budownictwo
• chemia
• eksploatacja infrastruktury komunikacyjnej
• elektronika i telekomunikacja
• energetyka
• geodezja i kataster
• geoinformatyka
• informatyka
• infrastruktura komunikacyjna i transport multimodalny
• inżynieria bezpieczeństwa
• inżynieria geoprzestrzenna
• inżynieria kosmiczna i satelitarna
• inżynieria materiałowa
• inżynieria systemów bezzałogowych
• kryptologia i cyberbezpieczeństwo
• logistyka (profil ogólnoakademicki)
• logistyka (profil praktyczny)
• lotnictwo i kosmonautyka
• mechanika i budowa maszyn
• mechatronika
• optoelektronika
• technologie przełomowe
Studia cywilne I stopnia (licencjackie):
• administracja publiczna w systemie bezpieczeństwa narodowego
• bezpieczeństwo narodowe
• obronność państwa (profil praktyczny)
• zarządzanie
Studia cywilne I stopnia w języku angielskim:
• Aeronautics and Astronautics
• Mechatronics
STUDIA CYWILNE II STOPNIA
Studia cywilne II stopnia (magisterskie):
• bezpieczeństwo narodowe
• biocybernetyka i inżynieria biomedyczna
• budownictwo zrównoważone
• budownictwo ogólne i komunikacyjne (w przypadku uruchomienia kierunku)
• chemia
• eksploatacja infrastruktury komunikacyjnej
• elektronika i telekomunikacja
• energetyka
• geodezja i kataster
• geodezja i geoinformatyka (w przypadku uruchomienia kierunku)
• inżynieria geoprzestrzenna
• inżynieria materiałowa
• kryptologia i cyberbezpieczeństwo
• logistyka (profil ogólnoakademicki)
• logistyka (profil praktyczny)
• lotnictwo i kosmonautyka
• mechanika i budowa maszyn
• mechatronika
• mikroelektronika
• obronność państwa (profil praktyczny)
• optoelektronika
• zarządzanie
Studia cywilne II stopnia w języku angielskim:
• Chemistry
• Data Science
• Electronics and Telecommunications
• Geospatial Engineering
• Materials Engineering
• Mechanics and Machine Construction (Mechanical Engineering)
• National Security
• Optoelectronics
Szkoła Doktorska Wojskowej Akademii Technicznej im. Jarosława Dąbrowskiego – utworzona w 2019 r., jest pierwszą szkołą doktorską w wyższym szkolnictwie wojskowym w Polsce. Szkoła Doktorska WAT prowadzi kształcenie doktorantów w trzech dziedzinach nauki i siedmiu dyscyplinach naukowych:
1. dziedzina nauk inżynieryjno-technicznych:
- automatyka, elektronika i elektrotechnika
- informatyka techniczna i telekomunikacja
- inżynieria lądowa i transport
- inżynieria materiałowa
- inżynieria mechaniczna

2. dziedzina nauk społecznych:
- nauki o bezpieczeństwie

3. dziedzina nauk ścisłych i przyrodniczych
- nauki chemiczne

WAT prowadzi także studia podyplomowe oraz MBA.

## Władze
Kadencja 2024–2028:
- Rektor – komendant Wojskowej Akademii Technicznej: gen. bryg. prof. dr hab. inż. Przemysław Wachulak
- Prorektor ds. wojskowych: cz. p.o. płk mgr inż. Piotr Bawoł
- Prorektor ds. kształcenia: dr hab. inż. Kazimierz Worwa, prof. WAT
- Prorektor ds. naukowych: prof. dr hab. inż. Janusz Bogusz
- Prorektor ds. rozwoju: płk dr hab. inż. Jacek Wojtas, prof. WAT
- Prorektor ds. studenckich: dr hab. Monika Szyłkowska, prof. WAT
- Kanclerz: mgr inż. Stanisław Pitucha

## Struktura organizacyjna
- Komenda
- Senat

WYDZIAŁY
Wydział Cybernetyki (WCY)
- Instytut Teleinformatyki i Automatyki (ITA)
  - Zakład Automatyki
  - Zakład Systemów Komputerowych
  - Zakład Teleinformatyki
- Instytut Matematyki i Kryptologii (IMK)
  - Zakład Analizy Matematycznej i Matematyki Stosowanej
  - Zakład Algebry i Teorii Liczb
  - Zakład Probabilistyki
  - Zakład Kryptologii
  - Laboratorium Badawcze Kryptologii
- Instytut Systemów Informatycznych (ISI)
  - Zakład Inżynierii Oprogramowania
  - Zakład Inżynierii Systemów Informatycznych
  - Zakład Informatycznych Systemów Zarządzania
  - Zakład Badań Operacyjnych i Wspomagania Decyzji
  - Zakład Systemów Symulacyjnych i Wspomagania Dowodzenia
- Instytut Organizacji i Zarządzania (IOZ)
  - Zakład Inżynierii Zarządzania
  - Zakład Ekonomii
  - Zakład Nauk Humanistycznych
  - Zakład Bezpieczeństwa Narodowego

Wydział Elektroniki (WEL)
- Instytut Systemów Elektronicznych
  - Zakład Obwodów i Sygnałów Elektrycznych
  - Zakład Eksploatacji Systemów Elektronicznych
  - Zakład Systemów Informacyjno – Pomiarowych
- Instytut Radioelektroniki
  - Zakład Systemów Radioelektronicznych
  - Zakład Teledetekcji
  - Zakład Mikrofal
- Instytut Systemów Łączności
  - Zakład Systemów Telekomunikacyjnych
  - Zakład Radiokomunikacji
  - Zakład Techniki Cyfrowej
- Laboratorium Kompatybilności Elektromagnetycznej (LAB-KEM)

Wydział Inżynierii Lądowej i Geodezji (WIG)
- Instytut Inżynierii Lądowej
- Instytut Inżynierii Geoprzestrzennej i Geodezji

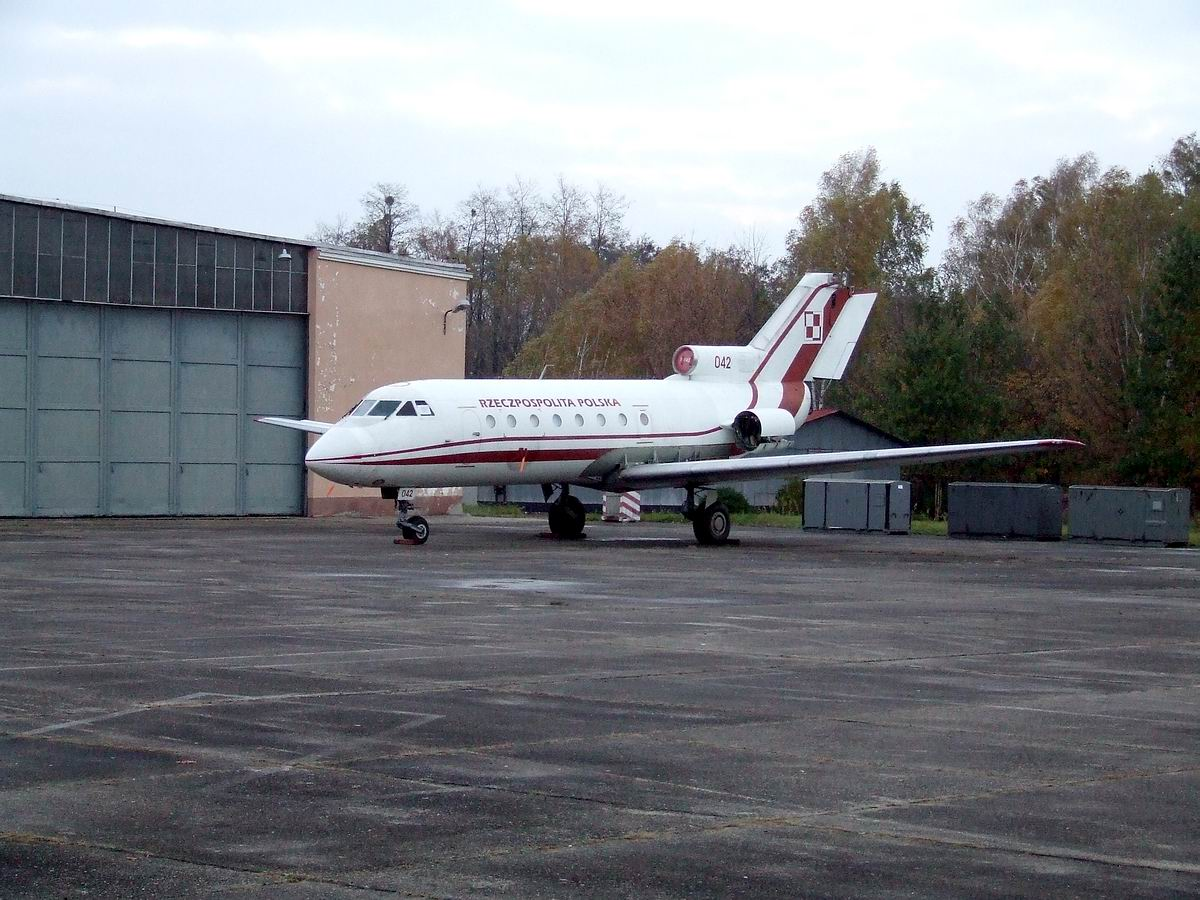
Samolot Jak-40 przed hangarem Wydziału Mechatroniki i Lotnictwa, Lotnisko Warszawa-Babice

- Katedra Rozpoznania Obrazowego
- Laboratorium Badawcze WIG

Wydział Bezpieczeństwa, Logistyki i Zarządzania (WBLiZ)
- Instytut Logistyki
- Instytut Systemów Bezpieczeństwa i Obronności
- Instytut Organizacji i Zarządzania
- Centrum Certyfikacji Jakości

Wydział Inżynierii Mechanicznej (WIM)
- Instytut Pojazdów i Transportu (IPiT)
- Instytut Robotów i Konstrukcji Maszyn (IRiKM)
- Instytut Mechaniki i Inżynierii Obliczeniowej (IMiIO)

Wydział Mechatroniki, Uzbrojenia i Lotnictwa (WML)
- Instytut Techniki Lotniczej (ITL)
  - Zakład Aerodynamiki i Termodynamiki
  - Zakład Awioniki i Uzbrojenia Lotniczego
  - Zakład Budowy i Eksploatacji Statków Powietrznych
  - Zakład Inżynierii Bezpieczeństwa
- Katedra Mechatroniki (KM)
- Instytut Techniki Uzbrojenia (ITU)
  - Zakład Konstrukcji Specjalnych
  - Zakład Balistyki
  - Zakład Wspomagania, Projektowania, Wytwarzania i Eksploatacji

Wydział Nowych Technologii i Chemii (WTC)
- Instytut Chemii
  - Zakład Chemii
  - Zakład Radiometrii i Monitoringu Skażeń
  - Zakład Materiałów Wybuchowych
- Instytut Fizyki Technicznej
  - Zakład Fizyki Ciała Stałego
  - Zakład Fizyki i Technologii Kryształów
  - Zakład Materiałów Wybuchowych
- Katedra Zaawansowanych Materiałów i Technologii

Instytut Optoelektroniki (IOE)
- Zakład Techniki Laserowej
- Zakład Technologii Optoelektronicznych
- Zakład Techniki Podczerwieni i Termowizji
- Zakład Systemów Optoelektronicznych

### Jednostki Organizacyjne podległe Rektorowi (RKR)
- Biuro Rektora (BRE)
- Zespół Kontroli Wewnętrznej (ZKW)
- Audytor Wewnętrzny (AWE)
- Radcy Prawni (RPR)
- Rzecznik Prasowy (RPR)
- Inspektor Ochrony Danych (IOD)

### Jednostki Organizacyjne Podległe Prorektorowi ds. Wojskowych (PRW)
- Oddział Organizacyjno – Szkoleniowy (OOS)
- Pion Ogólny (POG)
- Bataliony Szkolne (BSZ)
- Wojskowy Wydział Wychowawczy (WWW)
- Studium Wychowania Fizycznego (SWF)
- Studium Szkolenia Wojskowego (SSW)

### Jednostki Organizacyjne Podległe Prorektorowi ds. Kształcenia (PRK)
- Dział Organizacji Kształcenia (DOK)
- Studium Języków Obcych (SJO)

### Jednostki Organizacyjne Podległe Prorektorowi ds. Naukowych (PRN)
- Dział Nauki (DNA)
- Biblioteka Główna (BGŁ)
- Redakcja Wydawnictw (RWY)

### Jednostki Organizacyjne Podległe Prorektorowi ds. Rozwoju (PRR)
- Pełnomocnik Rektora ds. USOS (PNU)
- Dział Rozwoju i Współpracy z Gospodarką (DRO)
- Dział Informatyki (DIN)
- Dział Współpracy Międzynarodowej (DWM)
- Zespół Analiz i Ekspertyz (ZAE)
- Główny Specjalista ds. Kontroli Zarządczej (GSK)
- Centrum Transferu Technologii (CTT)

### Jednostki Organizacyjne Podległe Prorektorowi ds. Studenckich (PRS)
- Dział Spraw Studenckich (DSS)
- Dział Zakwaterowania Studentów (DZS)

### Jednostki Organizacyjne Podległe Kanclerzowi (KAN)
- Dział Personalny (DPE)
- Dział Ochrony Informacji Niejawnych (DOI)
- Dział Organizacyjny (DOR)
- Sekcja Inwentaryzacji (SIN)
- Sekcja Zamówień Publicznych (SZP)
- Zespół Bezpieczeństwa i Higieny Pracy (BHP)
- Inspektor Ochrony Przeciwpożarowej (IOP)

## Rektorzy (komendanci)
| gen. bryg. inż.                | Florian Grabczyński  | 1949–1951 |
| gen. dyw. kand. n. wojsk.      | Eugeniusz Leoszenia  | 1951–1956 |
| gen. dyw. prof. dr inż.        | Michał Owczynnikow   | 1956–1967 |
| gen. dyw. prof. dr hab. inż.   | Sylwester Kaliski    | 1967–1974 |
| gen. dyw. doc. dr inż.         | Aleksander Grabowski | 1974–1984 |
| gen. dyw. prof. dr hab. inż.   | Edward Włodarczyk    | 1984–1995 |
| gen. dyw. prof. dr hab. inż.   | Andrzej Ameljańczyk  | 1995–2003 |
| gen. bryg. prof. dr hab. inż.  | Bogusław Smólski     | 2003–2006 |
| gen. bryg. dr inż.             | Adam Sowa            | 2007–2007 |
| gen. dyw. prof. dr hab.inż.    | Zygmunt Mierczyk     | 2008–2016 |
| gen. bryg. prof. dr hab. inż.  | Tadeusz Szczurek     | 2016–2020 |
| gen. bryg. prof. dr. hab. inż. | Przemysław Wachulak  | od 2020   |

## Doktorzy honoris causa
- Mikołaj G. Basow (1972)
- Dymitrij F. Ustinow (1976)
- Witold Nowacki 1986
- Bohdan Paszkowski (1986)
- Bohdan Ciszewski (1989)
- Stanisław Kocańda (1989)
- Wojciech Szczepiński (1989)
- Adam Karol Smoliński (1990)
- Stefan Ziemba (1990)
- Donat Tylman (1993)
- Marek Dietrich (1996)
- Janusz S. Przemieniecki (2001)
- Zdzisław Bubnicki (2001)
- Daniel Józef Bem (2003)
- Mieczysław Jaroniec 2010
- Jerzy Karol Buzek (2011)
- Józef Wiesław Modelski (2011)
- Scott Edward Parazynski (2013)
- Piotr Wolański (2015)
- Janusz Mroczka (2019)
- Gérard Mourou (2022)[16]